# 15452 Ibramohammed
15452 Ibramohammed este o planetă minoră (asteroid), cu un diametru de 4,949 km, din centura de asteroizi. A fost descoperită pe 14 decembrie 1998 la Experimental Test Site⁠(d) de Lincoln Near-Earth Asteroid Research. 
Obiectul prezintă o orbită caracterizată de o semiaxă mare de 2,4496655 UAi, o excentricitate de 0,08, o înclinație de 3,28153 ° în raport cu ecliptica.